# Парк культури і відпочинку імені Марка Твена
Парк культури і відпочинку імені Марка Твена — парк у місті Одеса, Хаджибейський район, по периметру обмежений вулицями Космонавтів, Героїв Крут, Варненська і Євгена Танцюри. Парк займає частину території колишнього Стрільбищного поля.

## Історія

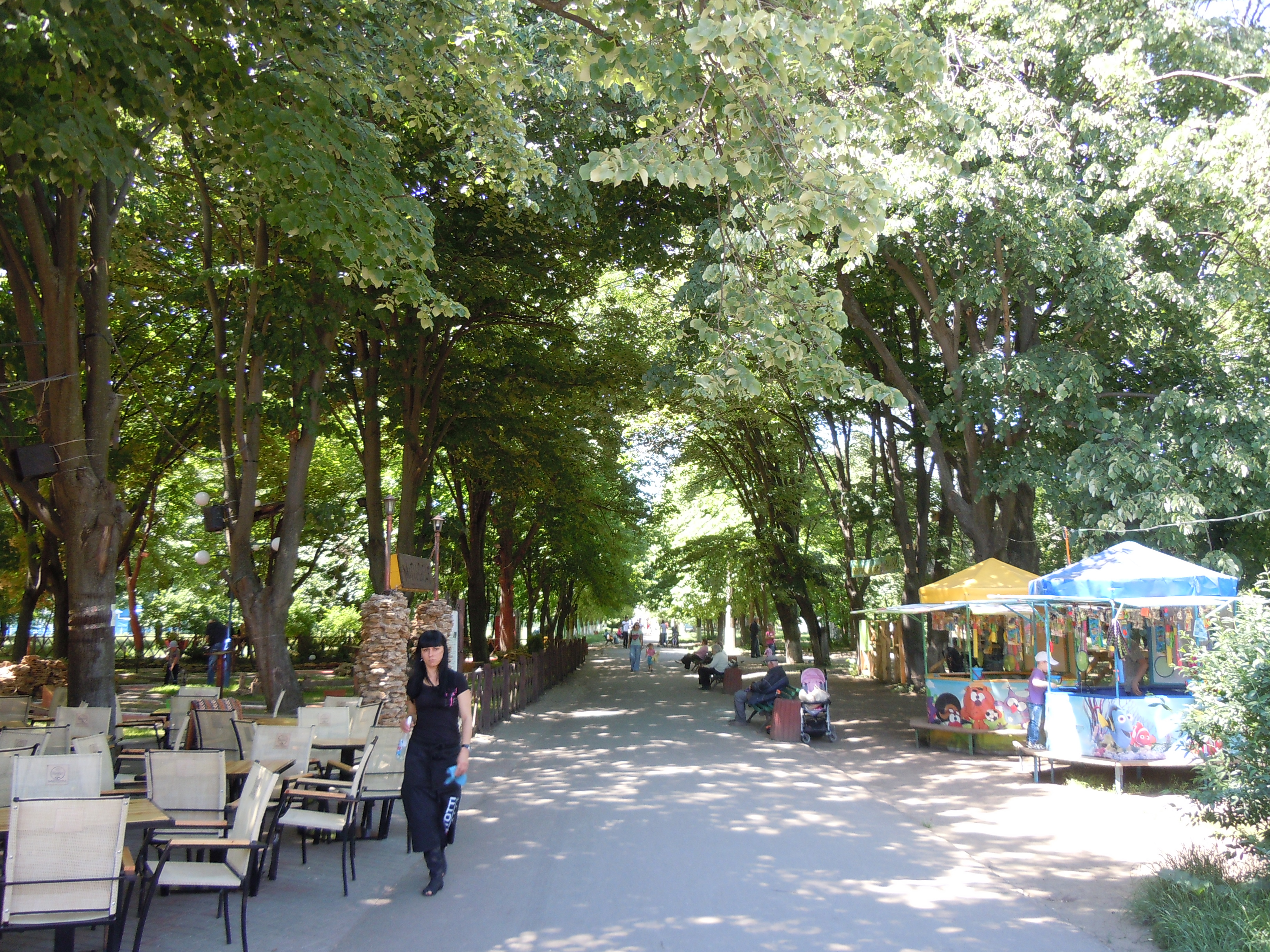
Алея парку

Закладка парку відбулася в 1961 році, а через 12 років, в жовтні 1973 року, влаштували урочисте відкриття. Офіційно був утворений тільки 21 жовтня 1977 року рішенням виконкому Малиновського району міста Одеси № 136. На початку 80-х років у парку з'явилося кафе і кінотеатр в літаку Ту-104. У перші дні його існування одесити стали говорити, що в парку стався крах літака. Проіснувало кафе більше 10 років. У 90-ті роки в ньому сталася пожежа, літак був демонтований. В кінці 2000-их років була проведена реставрація парку. Парк Горького — єдиний обгороджений в місті парк.
В лютому 2024 року громадськість Одеси висловилася за перейменування парку на честь американського письменника Марка Твена.

## Опис

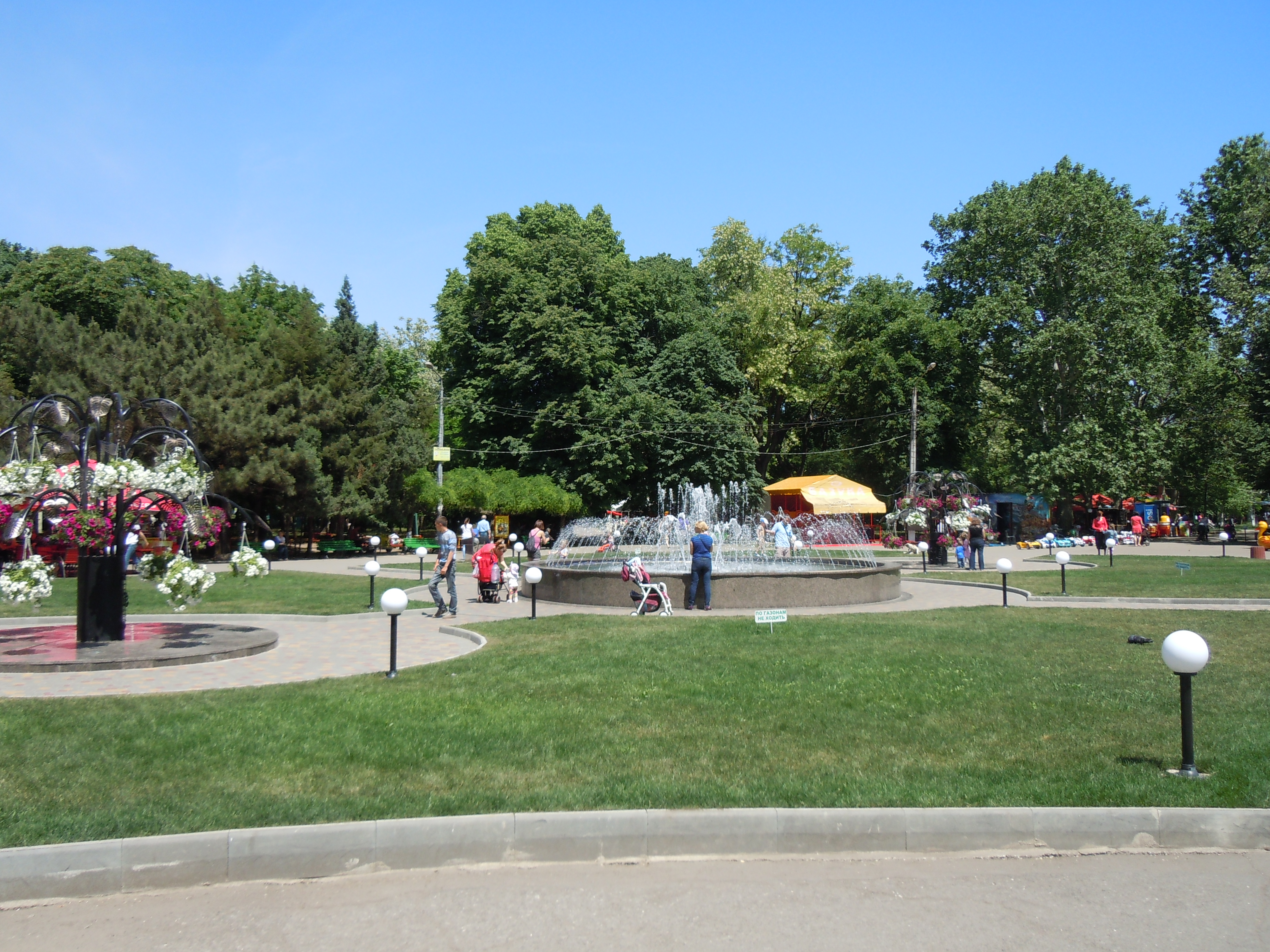
Центральна частина парку

На території парку зростає понад 6 тисяч дерев. Серед них ялина блакитна, сосна кримська, дуб, залізняк, горобина червона. Жива огорожа з 5 тисяч кущів туї західної і кизильника чітко окреслює межі. Квітучі кущі мальви сирійської, дроку іспанського, форзиції, Керрі японської, жасмину, бузку органічно вписуються в неї, створюючи враження майстерно сплетеного вінка. В ньому розташовується безліч різних атракціонів та є спортивні майданчики. Одним з найпопулярніших місць парку є територія поруч з кінотеатром, де знаходиться найбільша кількість атракціонів. Напевно, найголовніший з них — це дитячі електричні машинки. У парку є безліч кафе.

## Пам'ятники
- Жертвам фашизму

### Колишні
- Пам'ятник Максиму Горькому (Одеса)